# Tropico 6
Tropico 6 is een stedenbouwsimulatiespel ontwikkeld door Limbic Entertainment. Het spel wordt uitgegeven door Kalypso Media en kwam op 29 maart 2019 uit voor Linux en Windows. Versies voor macOS, de PlayStation 4 en de Xbox One zijn heden nog in ontwikkeling. Het is het zesde spel in de Tropico-serie en de eerste ontwikkeld door Limbic Entertainment. Het spel is de opvolger van Tropico 5 uit 2014, dat ontwikkeld was door Haemimont Games. 
Tropico 6 werd op de E3 van 2017 voor het eerst aangekondigd. Voor het eerst in de serie wordt op archipels gespeeld, waar de eilanden met bruggen kunnen worden verbonden. 